# Macronus
Macronus – rodzaj ptaków z rodziny tymaliowatych (Timaliidae).

## Występowanie
Rodzaj obejmuje gatunki występujące w Azji Południowo-Wschodniej.

## Morfologia
Długość ciała 13–17 cm, masa ciała 14–34 g.

## Systematyka

### Etymologia
Greckie μακρος makros – „długi, wielki”; ονυξ onux, ονυχος onukhos – „pazur”.

### Podział systematyczny
Do rodzaju należą następujące gatunki:
- Macronus striaticeps Sharpe, 1877 – tymalka brązowa
- Macronus ptilosus Jardine & Selby, 1835 – tymalka czarnogardła